# トリプラ州
トリプラ州 (Tripura) は、インド北東部の州。面積は1万491平方キロメートルで、インドの州で3番目に小さい。人口も367万人と、インドの州で7番目に少ない。東でアッサム州およびミゾラム州と、北・南・西でバングラデシュと隣接する。州内は8県および23郡からなる。州都および最大都市はアガルタラ。民族的にはベンガル人が多数派であるが、19の部族が存在する。ベンガル語、英語、コクバラ語が州の公用語に指定されている。
インド国内で地理的に隔絶した位置にあり、唯一幹線道路の国道8号が国内の他地域に連絡している。バラムラ、アサラムーラ、ロングタライ、シャハンの4つの山地とジャンプイ丘陵が南北に走り、峡谷を刻んでいる。州都のアガルタラは西部の平野に位置する。気候はサバナ気候で、南西モンスーンの季節には豪雨に見舞われる。
州面積の半分以上を森林が占め、竹林やトウの茂みも一般的にみられる。また、インドで最も多様な霊長類がみられる州でもある。地理的な理由で経済発展は遅れており、貧困や失業問題が依然課題となっている。インフラも整備されていない。農業に従事する住民が最も多いが、州内総生産に最も寄与している産業セクターはサービス業である。
2011年の国勢調査によると、州内の識字率は87.75パーセントで、インドの州で最も高い。宗教的な祭事や結婚式、お祭りの際に行われる踊りや手作りの楽器、衣服、地域的な神に対する信仰など、民族独特の伝統文化がインドの主流文化と共存している。ウナコティやピラク、デーヴタムラーといった考古遺跡でみられる彫刻も、ヒンドゥー教や仏教と土着の宗教の芸術的な融合の例となっている。

## 地理
面積は約1万平方キロメートル。州の南境・北境・西境の三方面でバングラデシュ（シレット管区、チッタゴン管区）と面している。東はアッサム州とミゾラム州に面する。

## 歴史
中世よりヒンドゥー教国のトリプラ王国（Twipra Kingdom）として独立していた。古代にトリプラ王国はKirat Deshと呼ばれ、Kirata KingdomやKirataに由来すると考えられている:138。
1877年のイギリス領インド帝国成立後も、藩王国としての地位を認められていた。
第二次世界大戦後は、1947年のインド・パキスタン分離独立に際してパキスタン（1955年から東パキスタン）として独立したベンガル地方東部（現在のバングラデシュ）からベンガル人が流入し、トリプラ州の旧住民と衝突し、民族対立が引き起こされていたが、1971年のバングラデシュ独立戦争でインドはバングラデシュを支援した。
1990年、トリプラ紛争が起こった。
比較的小さな州であるが、2022年2月に実施された州議会選挙で、先住民族が同州からの分離・独立を提唱し、議論を呼んだ。

## 行政区分
2012年1月、それまでの4県（ダラーイー県、北トリプラ県、南トリプラ県、西トリプラ県）が再編され、新たに4県が設立された。
1. ダラーイー県（英語版） (Dhalai district)
2. ゴマーティー県（英語版） (Gomati district)
3. ホワイ県（英語版） (Khowai district)
4. シパーヒージャーラ県（英語版） (Sipahijala district)
5. ウナコティ県（英語版） (Unakoti district)
6. 北トリプラ県（英語版） (North Tripura district)
7. 南トリプラ県（英語版） (South Tripura district)
8. 西トリプラ県（英語版） (West Tripura district)

## 民族
| 民族                       | 言語                       | 言語系統               |
| -------------------------- | -------------------------- | ---------------------- |
| ベンガル人                 | ベンガル語                 | インド・ヨーロッパ語族 |
| トリプリ族                 | コクバラ語                 | シナ・チベット語族     |
| ビシュヌプリヤ・マニプリ族 | ビシュヌプリヤ・マニプリ語 | インド・ヨーロッパ語族 |
| メイテイ族                 | マニプリ語                 | シナ・チベット語族     |
| チャクマ族                 | チャクマ語                 | インド・ヨーロッパ語族 |
| クキ族                     | クキ・チン諸語             | シナ・チベット語族     |
| ミゾ族                     | ミゾ語                     | シナ・チベット語族     |
| Magh/ラカイン族            | ラカイン語                 | チベット・ビルマ語派   |